# (12672) Nygårdh
(12672) Nygårdh est un astéroïde de la ceinture principale.

## Description
(12672) Nygårdh est un astéroïde de la ceinture principale. Il fut découvert le 16 mars 1980 à La Silla par Claes-Ingvar Lagerkvist. Il présente une orbite caractérisée par un demi-grand axe de 3,00 UA, une excentricité de 0,05 et une inclinaison de 0,8° par rapport à l'écliptique.

## Compléments